# Orf virus
Orf virus es un virus que en ovejas y cabras produce la enfermedad denominada ectima contagioso o boquera (dermatitis pustulosa contagiosa y llagas y costras en la boca). También puede infectar a los seres humanos. El término orf procede del inglés antiguo y significa áspero.

## La enfermedad en ovejas y cabras
Se ha registrado casos de ectima contagioso en ovejas y cabras desde 1800 en Europa, Oriente Medio, Estados Unidos, África, Asia, Alaska, América del Sur, Canadá, Nueva Zelanda y Australia. Se propaga por contacto directo y por secreciones y objetos contaminados. En algunos lugares es propagado por arañazos de cardos. Los síntomas incluyen pápulas y pústulas en labios y boca, y menos comúnmente en párpados, pies y pezones. Las lesiones progresan a costras gruesas que pueden sangrar. En la boca de los corderos puede impedir el amamantamiento y causar pérdida de peso, y puede infectar la ubre de la madre, dando lugar a la mastitis.
En algunos casos las lesiones aparecen en la nariz, alrededor de los ojos, patas, vulva, ubre y axila. En casos raros, en su mayoría en corderos jóvenes, las lesiones se encuentran en la lengua, encías, techo de la boca y el esófago. También se ha informado en varias ocasiones de lesiones en el rumen. En un brote severo implicó el tracto gastrointestinal, pulmones, corazón, así como la cavidad bucal, mejillas, lengua y labios. En otro caso grave se informó de faringitis, lesiones genitales e infección de los cascos que llevó a cojera.
Típicamente, las ovejas se curan por sí solas en una semana, aunque son propensas a la reinfección. En algunas ocasiones la infección puede ser extensa y persistente si el animal no produce una respuesta inmune. La vacuna se elabora a partir de un virus procedente de las costras y por lo general se aplica a las ovejas a la edad de dos meses, pero solo cuando hay un brote. La vacuna puede causar la enfermedad en humanos.

Los ganaderos pueden aplicar antibióticos en aerosoles a las costras, asegurarse de que los corderos infectados reciben suficiente leche y aislando los animales infectados para frenar la propagación de la infección. Es recomendable que la manipulación de los animales infectados se realice con guantes desechables para prevenir la infección cruzada y la autoinfección. 

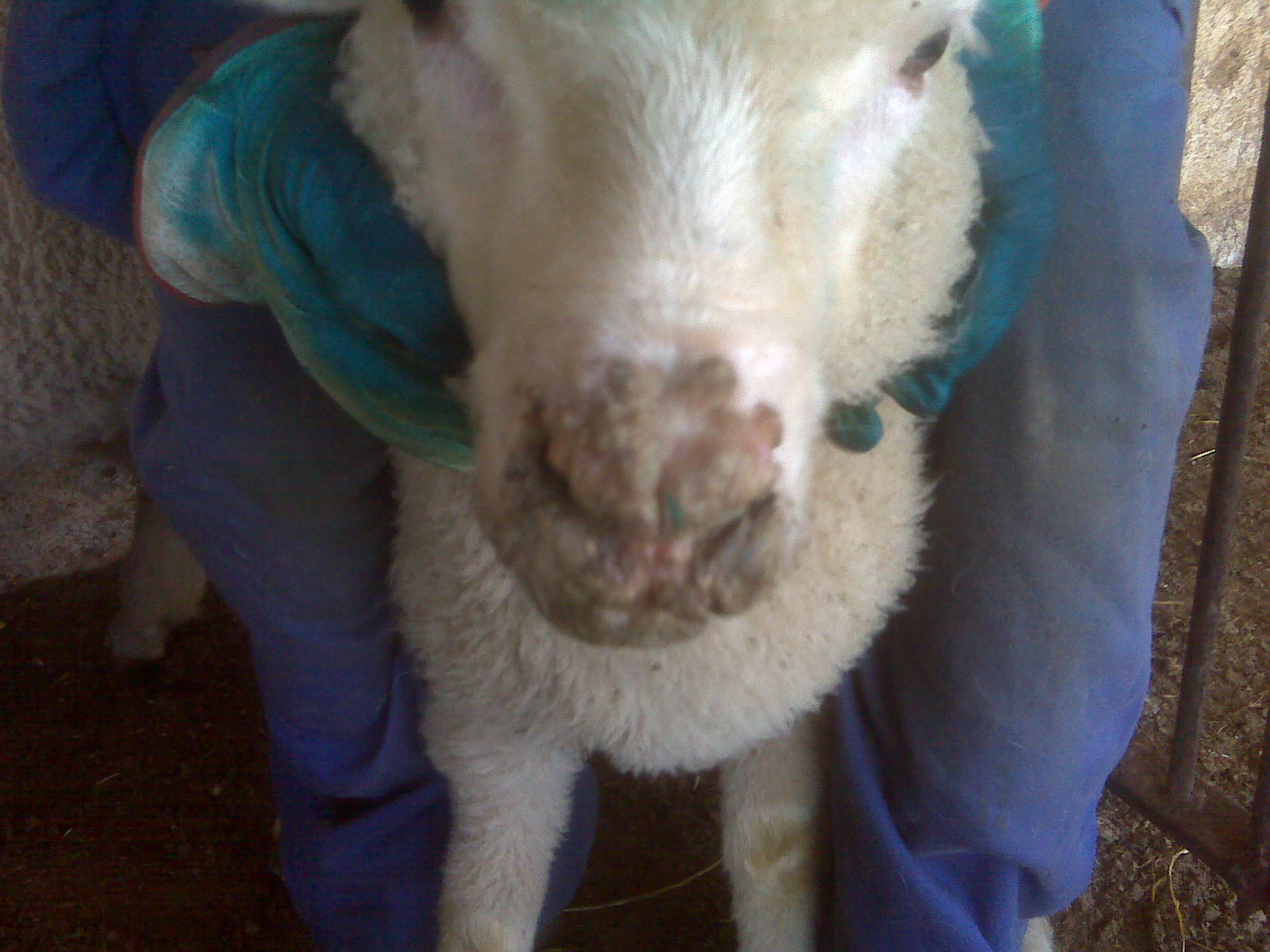
Orf virus 1 Infection

## La enfermedad en otros animales
Aunque el ectima contagioso es una enfermedad del ganado ovino y caprino, se ha informado como una enfermedad natural en las siguientes especies: steenbok, alpaca, rebeco, thar, reno, buey almizclero, perro, cabra montés, borrego cimarrón, muflón de Dall y ardilla roja.

## La enfermedad en los seres humanos

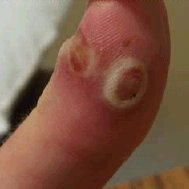
Dos lesiones de ectima contagioso en un pulgar

Es una enfermedad zoonótica, es decir, que los seres humanos pueden contraer la enfermedad por contacto directo con ovejas y cabras o por materiales infectados. El virus puede permanecer en el suelo durante al menos seis meses. El virus provoca una pápula purulenta que aparece a nivel local, y en general no provoca síntomas sistémicos. Los puntos infectados incluyen dedos, manos, brazos, cara e incluso el pene (por causa del contacto con la mano durante la micción). En los ojos puede producir daños graves, incluso entre las personas sanas. La pápula puede persistir durante 7 a 10 semanas y se cura espontáneamente. 
Si bien el ectima contagioso es generalmente benigno, puede ser una enfermedad progresiva e incluso con riesgo para la vida de las personas inmunocomprometidas. Es una infección poco común y no es identificada fácilmente por la mayoría de los médicos. El cidofovir ha sido utilizado tópicamente con éxito en algunos pacientes con enfermedad progresiva. Por consiguiente, es importante mantener buena higiene personal y llevar puestos guantes durante el tratamiento de los animales infectados.